# 宅孝二
宅 孝二（たく こうじ、1904年（明治37年）3月10日 - 1983年（昭和58年）5月3日）は、日本の作曲家。ピアニスト。大阪府堺市出身。

## 生涯
醸造家の息子として生まれ、幼少の頃より謡曲を学んでいたが西洋音楽へと転じる。1922年、同志社大学予科中退。パウル・ショルツとウィリー・バルダスにピアノを、山田耕筰に作曲を師事した。1927年6月、姉夫妻に随行して渡欧。フランスのエコールノルマル音楽院に入学し、ピアニストであるアルフレッド・コルトー、ナディア・ブーランジェ、アンリ・ジル＝マルシェ (Henri Gil-Marchex) らに師事。パリ音楽院ピアノ科の教授ヴィクトル・ストーブにも学んだ。1932年4月に一旦帰国。同年10月に朝日新聞社の主催で朝日講堂において最初のピアノ独奏会を開く。1934年12月、ふたたび渡仏。エコールノルマル音楽院に復学し、卒業後、1937年6月に帰国。
1937年、帰国直後から東京女子高等師範学校（現：お茶の水女子大学）に勤務。戦後は1946年から東京音楽学校、東京芸術大学音楽学部ピアノ科で勤務。その頃からジャズ・ピアノに没頭し、渡辺貞夫のジャズ教室へ通っていたといわれている。南博や藤井郷子といった名ジャズ・ピアニストを育て上げた。1954年から国立音楽大学に勤務し、お茶の水女子大学助教授、東京芸術大学音楽学部ピアノ科主任教授を歴任した。作曲においてはピアノ曲や歌曲のほか、「社長シリーズ」など50本近くの映画音楽を手がけている。

## 親族
宅家は古くから堺に定住した町人で代々酒造業を営み、府下有数の資産家にして清酒「澤亀」の醸造元として知られていた。孝二の祖父・宅徳平（1848年 - 没年不明）は家業の傍ら、大日本塩業（現：日塩）社長、堺瓦斯、大日本麦酒、浪速銀行、南海鉄道、東邦火災保険、大阪貯蓄銀行などの重役に名を連ねる関西実業界の重鎮で、その次男・萬次郎（1878年 - 没年不明、孝二の父）が徳平を襲名し、家業のほか、日本工業所、大牟田電気軌道などの重役を務めた。母のはなは奥田正香の次女。姉・増の夫・早川忠吉は満鉄総裁早川千吉郎の長男。

## 主要作品

### 管弦楽曲
- ロンド・カプリチオーソ

### 室内楽曲
- 弦楽四重奏曲（1946年日本音楽連盟委嘱作品入選[1]）
- チェムバロと室内楽のための組曲（1953年）芸術祭ラジオ部門参加（東京放送）
- ブラックパルティータ（1953年）芸術祭ラジオ部門参加（文化放送）

### ピアノ曲
- 2台のピアノのためのラプソディ[3]
- 夜の泉
- ソナティネ（ジェノバ国際作曲コンクール1位[1]）1952年芸術祭ラジオ部門参加（東京放送）
- セレナード
- プーランクの主題による変奏曲
- 3つの即興曲
- 3つのピアノ曲

### 歌曲
- 女の24時間
- 林檎の花が降りそそぐ
- 猫の蚤
- 火の馬
- その男
- エプロンの歌
- 夾竹桃が咲いている

### 合唱
- 仲間達（混声合唱）
- 主婦のうたごえ（女声合唱）

### 映画音楽
- 権三と助十 かごや太平記（1956年、斎藤寅次郎監督）
- 処刑の部屋（1956年、市川崑監督）
- 日本橋（1956年、市川崑監督）
- 万五郎天狗（1957年、森一生監督）
- 女殺し油地獄(1957年、監督 堀川弘通 )
- 社長三代記（1958年、松林宗恵監督）
- 続・社長三代記（1958年、松林宗恵監督）
- 社長太平記（1959年、松林宗恵監督）
- ひょうたんすずめ（1959年、横山隆一監督）
- がんばれ! 盤嶽 (1960年)
- 社長千一夜（1967年、松林宗恵監督）
- 続・社長千一夜（1967年、松林宗恵監督）
- 社長学ABC（1970年、松林宗恵監督）
- 続・社長学ABC（1970年、松林宗恵監督）

### 放送音楽
- 真珠の小箱（MBSテレビ）
- ラジオのための3つのエチュード（愛・怒り・祈り）新日本放送（1956年）芸術祭ラジオ部門参加

### 校歌
- 徳島県立徳島東工業高等学校（野上彰作詞）
- 大阪府立三国丘高等学校（吉武　愛作詞）
- 新潟県立柏崎工業高等学校（酒井薫風作詞、堀口大學補作）
- 上越市立直江津中学校
- 秋田市立下浜中学校

## 参加作品
- あの頃の歌（日本ウエストミンスター 2006年2月1日）
- ベスト・オブ・ベスト/日本の名歌（ビクターエンタテインメント 2006年9月21日）